# Bildtafel der Verkehrszeichen in Polen
Die Bildtafel der Verkehrszeichen in Polen zeigt die gegenwärtig gültigen Verkehrszeichen in Polen. In Form und Gestaltung orientieren sich die Verkehrszeichen an den Richtlinien und Vorlagen des Wiener Übereinkommens über Straßenverkehrszeichen. Aus Gründen der Verständlichkeit bestehen die Verkehrszeichen überwiegend aus allgemein bekannten Piktogrammen, nur in wenigen Fällen werden Begriffe in polnischer Sprache verwendet.

## Warnzeichen

A-1 Kurve (rechts)
A-2 Kurve (links)
A-3 Doppelkurve (zunächst rechts)
A-4 Doppelkurve (zunächst links)
A-5 Kreuzung oder Einmündung mit Vorfahrt von rechts
A-6a Vorfahrt
A-6b Vorfahrt (Einmündung von rechts)
A-6c Vorfahrt (Einmündung von links)
A-6d Vorfahrt (Einbahnige Einfahrt rechts)
A-6e Vorfahrt (Einbahnige Einfahrt links)
A-7 Vorfahrt gewähren
A-8 Kreisverkehr
A-9 Beschrankter Bahnübergang
A-10 Unbeschrankter Bahnübergang
A-11 Unebene Fahrbahn
A-11a Bremsschwelle
A-12a Verengte Fahrbahn
A-12b Einseitig verengte Fahrbahn (rechts)
A-12c Einseitig verengte Fahrbahn (links)
A-13 Bewegliche Brücke
A-14 Baustelle
A-15 Schleudergefahr
A-16 Fußgänger kreuzen/Zebrastreifen
A-17 Kinder kreuzen! Schule! KiTa!
A-18a Viehtrieb
A-18b Wildwechsel
A-19 Seitenwind
A-20 Gegenverkehr (Anfang einer zweibahnigen Straße)
A-21 Straßenbahn kreuzt
A-22 Gefälle
A-23 Steigung
A-24 Radfahrer kreuzen
A-25 Steinschlag
A-26 Flugbetrieb
A-27 Ufer
A-28 Splitt
A-29 Ampel
A-30 Andere Gefahren
A-31 Seitlicher Absatz
A-32 Straßenglätte
A-33 Stau
A-34 Verkehrsunfall

## Verbotszeichen

B-1 Verbot für Fahrzeuge aller Art
B-2 Verbot der Einfahrt
B-3 Verbot für Kraftfahrzeuge (Kfz) (außer Krafträder ohne Beiwagen)
B-3a Verbot für Busse
B-4 Verbot für Krafträder
B-5 Verbot für Kraftfahrzeuge über 3,5 Tonnen (Laster)
B-6 Verbot für landwirtschaftliche Fahrzeuge
B-7 Verbot für Laster mit Anhänger
B-8 Verbot für Gespannfuhrwerke
B-9 Verbot für Radfahrer
B-10 Verbot für Mopeds
B-11 Verbot für Fahrräder mit Fahrradkörben
B-12 Verbot für Fußgänger mit Handkarren
B-13 Verbot für Kfz mit explosionsgefährlichen Stoffen
B-13a Verbot für kennzeichnungspflichtige Kfz mit gefährlichen Gütern
B-14 Verbot für Kfz mit wassergefährdeter Ladung
B-15 Verbot für Fahrzeuge über … Meter Breite
B-16 Verbot für Fahrzeuge über ...Meter Höhe
B-17 Verbot für Fahrzeuge über … Meter Länge des Fahrzeuges
B-18 Verbot für Fahrzeuge über … Tonnen Gesamtgewicht
B-19 Verbot für Fahrzeuge über … Tonnen Achslast
B-20 Halt! Vorfahrt gewähren!
B-21 Links abbiegen und wenden verboten
B-22 Rechts abbiegen verboten
B-23 Wenden verboten!
B-24 Ende Wendeverbot
B-25 Überholen verboten
B-26 Überholen für Lkw verboten
B-27 Ende Überholverbot
B-28 Ende Überholverbot für Lkw
B-29 Hupen verboten
B-30 Ende des Hupverbots
B-31 Dem Gegenverkehr Vorrang gewähren
B-32 Halt! Zoll!
B-33 Zulässige Höchstgeschwindigkeit (Hier 50 km/h)
B-34 Ende der Höchstgeschwindigkeit
B-35 Parkverbot
B-36 Halte- und Parkverbot
B-37 Parkverbot in diesen Tagen des Monats, die eine ungerade Nummer haben
B-38 Parkverbot in diesen Tagen des Monats, die eine gerade Nummer haben
B-39 Zonenparkverbot (mit Uhrzeitsangabe, hier 7–21 Uhr)
B-40 Ende des Zonenparkverbots
B-41 Verbot für Fußgänger
B-42 Ende der auf der Strecke geltenden Verbote
B-43 Beginn einer Tempo-30-Zone
B-44 Ende der Tempo-30-Zone

## Gebotszeichen

C-1 Rechts vor dem Zeichen
C-2 Rechts hinter dem Zeichen
C-3 Links vor dem Zeichen
C-4 Links hinter dem Zeichen
C-5 Geradeaus
C-6 Geradeaus und Rechts
C-7 Geradeaus und Links
C-8 Rechts und Links
C-9 Rechts vorbei
C-10 Links vorbei
C-11 Rechts oder Links vorbei
C-12 Kreisverkehr
C-13 Fahrradweg
C-13a Ende des Fahrradweges
C-14 Vorgeschriebene Mindestgeschwindigkeit (Hier 30)
C-15 Ende der Mindestgeschwindigkeit
C-16 Fußgängerweg
C-16a Ende Fußgängerweg
C-17 Umleitung für Gefahrguttransporter
C-18 Schneeketten sind vorgeschrieben
C-19 Ende des vorgeschriebenen Schneekettengebots

## Hinweiszeichen

D-1 Vorfahrtstraße
D-2 Ende der Vorfahrtstraße
D-3 Einbahnstraße
D-4a Sackgasse
D-4b Sackgasse auf der rechten Seite
D-4c Sackgasse auf der linken Seite
D-5 Vorrang gegenüber dem Gegenverkehr
D-6 Fußgängerüberweg
D-6a Fahrradüberweg
D-6b Überweg für Fußgänger und Fahrräder
D-7 Beginn einer Kraftfahrstraße
D-8 Ende der Kraftfahrstraße
D-9 Beginn einer Autobahn
D-10 Autobahnende
D-11 Beginn einer Busfahrspur
D-12 Busfahrspur
D-13 Fahrstreifentafel (links Mindestgeschwindigkeit 30 km/h)
D-13a Fahrstreifentafel (Beginn einer dreispurigen Straße)
D-14 Fahrstreifentafel (Ende einer zweispurigen Straße)
D-15 Bushaltestelle
D-16 O-Bus-Haltestelle
D-17 Haltestelle Straßenbahn
D-18 Parkplatz
D-18a Parkplatz (nur bestimmte Flächen)
D-18b Parkhaus
D-19 Taxiplatz
D-20 Taxiplatz Ende
D-21 Krankenhaus
D-21a Polizei
D-22 Krankenhaus/Arztpraxis
D-23 Tankstelle mit bleifreiem Benzin
D-23a LPG-Tankstelle
D-23b Tankstelle mit Ladestation für Elektrofahrzeuge
D-23c Ladestation für Elektrofahrzeuge
D-24 Notrufsäule
D-25 Postamt
D-26 Werkstatt
D-26a Autoreifen-Werkstatt
D-26b Autowaschanlage
D-26c Toilette
D-26d Duschen
D-27 Autobahnkiosk
D-28 Restaurant/Imbiss
D-29 Hotel
D-30 Zeltplatz
D-31 Campingplatz
D-32 Rastplatz
D-33 Rastplatz mit Gaststätte/Hotel
D-34 Informationsstelle
D-34a Hinweistafel Radiosender (mit Frequenzangabe)
D-34b Kollektive Informationstafel
D-34b Kollektive Informationstafel (Version mit einzeiliger Einteilung)
D-35 Fußgängerunterführung
D-35a Fußgängerunterführung (Rolltreppe)
D-36 Fußgangerüberführung
D-36a Fußgängerüberführung (Rolltreppe)
D-37 Tunnelanfang
D-38 Tunnelende
D-39 Hinweistafel Geschwindigkeitsbegrenzungen an Grenzübergängen
D-40 Spielstraße Anfang
D-41 Spielstraße Ende
D-42 Beginn einer geschlossenen Ortschaft
D-43 Ende einer geschlossenen Ortschaft
D-44 Anfang einer Parkzone (gebührenpflichtig, mit Zeitangabe)
D-45 Ende einer Parkzone
D-46 Privatweg Anfang
D-47 Privatweg Ende
D-48 Geänderte Vorfahrtregelung (Kreuzung oder Einmündung mit Vorfahrt von rechts)
D-48a Geänderte Vorfahrtregelung (Vorfahrt gewähren)
D-49 Fahrstreifentafel an Mautstellen
D-50 Nothaltebucht
D-51 Geschwindigkeitsüberwachung
D-51a Automatische Durchschnittsgeschwindigkeitskontrolle Anfang
D-51b Automatische Durchschnittsgeschwindigkeitskontrolle Ende
D-52 Verkehrszone Anfang
D-53 Verkehrszone Ende
D-54 Umweltzone Anfang
D-55 Umweltzone Ende

## Wegweiser und Städte

E-1 Kreuzungswegweiser
E-1a Autobahn-Abfahrtswegweiser
E-1b Autobahn-Auffahrtswegweiser
E-2a Kreuzungswegweiser neben der Fahrbahn platziert
E-2b Kreuzungswegweiser über der Fahrbahn platziert
E-2c Ausfahrttafel auf der Autobahn neben der Fahrbahn platziert
E-2d Ausfahrttafel auf der Autobahn über der Fahrbahn platziert
E-2e Vorwegweiser zur Autobahn
E-2f Autobahn-Auffahrtswegweiser über der Fahrbahn platziert
E-3 Wegweiser auf Straßen mit Nummernschild
E-4 Wegweiser auf sonstigen Straßen
E-5 Wegweiser zum Stadtteil
E-5a Wegweiser zum Stadtzentrum
E-6 Wegweiser zum Flughafen
E-6a Wegweiser zum Bahnhof
E-6a Wegweiser zum Bahnhof (alternativ)
E-6b Wegweiser zum Busbahnhof
E-6c Wegweiser zum Fährhafen
E-7 Wegweiser zum Hafen
E-8 Wegweiser zum Badegewässer
E-9 Wegweiser zum Museum
E-10 Wegweiser zum Denkmal als Kulturgut
E-11 Wegweiser zum Naturdenkmal
E-12 Wegweiser zum Aussichtspunkt
E-12a Wegweiser zum Radweg
E-13 Entfernungstafel
E-14 Entfernungstafel
E-14a Entfernungstafel auf Autobahnen
E-15a Nummernschild für Landesstraßen
E-15b Nummernschild für Woiwodschaftsstraßen
E-15c Nummernschild für Autobahnen
E-15d Nummernschild für Schnellstraßen
E-16 Nummernschild für Europastraßen
E-17a Ortschaft Anfang
E-18a Ortschaft Ende
E-19a Wegweiser zur Ringstraße
E-20 Ankündigungstafel auf Autobahnen
E-20 Ankündigungstafel auf Autobahnen (alternativ)
E-20 Ankündigungstafel auf Schnellstraßen
E-21 Stadtteil
E-22a Touristische Route
E-22b Touristischer Hinweis als Wegweiser – Wegweiser linksweisend
E-22c Touristische Unterrichtungstafel

## Zusatzzeichen

F-1 Grenzübergang
F-2 Grenzübertritt verboten
F-2a Staatsgrenze
F-3 Verwaltungsbereichsgrenze
F-4 Name des Flusses
F-5 Ankündigung Verbotszeichen
F-6 Hinweis auf ein Fahrverbot für Laster (hier über 5 t) (rechts)
F-7 Blockumfahrung
F-8 Umleitungsskizze
F-9 Umleitungswegweiser
F-10 Fahrtrichtungsanzeige
F-11 Fahrtrichtungsanzeige (über der Fahrbahn)
F-12 Vorwegweiser für Lastkraftwagenverkehr (hier über 3,5 t)
F-13 Wegweiser für Lastkraftwagenverkehr
F-14a Ankündigungsbake dreistreifig (300 m)
F-14b Ankündigungsbake zweistreifig (200 m)
F-14c Ankündigungsbake einstreifig (100 m)
F-14d Ankündigungsbake dreistreifig auf Schnellstraßen (300 m)
F-14e Ankündigungsbake zweistreifig auf Schnellstraßen (200 m)
F-14f Ankündigungsbake einstreifig auf Schnellstraßen (100 m)
F-15
F-16
F-17
F-18
F-19
F-20
F-21 Überleitungstafel
F-22

## Zusatzzeichen Bahnübergang

G-1a Dreistreifige Bake (rechts)
G-1b Zweistreifige Bake (rechts)
G-1c Einstreifige Bake (rechts)
G-1d Dreistreifige Bake (links)
G-1e Zweistreifige Bake (links)
G-1f Einstreifige Bake (links)
G-2 Netzspannung
G-3 Andreaskreuz (Bahnübergang eingleisig)
G-4 Andreaskreuz (Bahnübergang mehrgleisig)

## Lichtsignale

S-1 Standardsignal
S-2 Standardsignal mit Freigabesignal für zusätzliche Fahrtrichtung
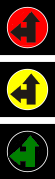
S-3 Signal für die Freigabe von zwei Fahrtrichtungen (Beim Pfeil bloß nach links wenden verboten!)
S-4 Fahrstreifensignal
S-5 Fußgängersignal
S-6 Radfahrersignal
S-7 Ende des Fahrstreifens